# Meanwhile EP
Meanwhile EP jest minialbumem angielskiego wirtualnego zespołu Gorillaz, wydanym 26 sierpnia 2021 r. EP został wydany z okazji karnawału Notting Hill w Londynie w Anglii, corocznego wydarzenia, które zostało odwołane w 2021 r. z powodu pandemii COVID-19.

## Powstawanie
29 czerwca 2021 r. Damon Albarn ujawnił w wywiadzie dla NME, że Gorillaz pracuje nad nową „muzyką o tematyce karnawałowej”, mówiąc, że ich nadchodząca EPka powróci do korzeni zespołu.
10 sierpnia 2021 r. na darmowym koncercie w O2 Arenie w Londynie trzy nowe piosenki: "Meanwhile" (w której gościnnie wystąpił brytyjski raper Jelani Blackman), "Jimmy Jimmy" (w której gościnnie wystąpił brytyjski raper AJ Tracey) oraz "Déjà Vu" (w której gościnnie wystąpiła jamajsko-brytyjska śpiewaczka Alicaì Harley). Następnego dnia znowu wystąpili, prezentując te same piosenki.

## Lista utworów
Wszystkie utwory napisali Damon Albarn oraz Remi Kabaka Jr, a także goście poszczególnych utworów.
1. „Meanwhile” (gościnnie Jelani Blackman oraz Barrington Levy) – 3:09
2. „Jimmy Jimmy” (gościnnie AJ Tracy) – 3:03
3. „Déjà Vu” (gościnnie Alicaì Harley) – 3:41

## Personel
|  | Gorillaz - Damon Albarn - wokal, produkcja (wszystkie utwory), gitara basowa, keyboard (utwory 1-2), steel pan (utwór 1), gitara, melodyka (utwory 1-2). - Jamie Hewlett - grafika, design. - Remi Kabaka Jr - produkcja, perkusja (wszystkie utwory), automat perkusyjny (utwory 1-2). - Stephen Sedgwick - miksowanie (utwory 1-2). - John Davis - mastering. - Samuel Egglenton - inżynieria. - Femi Koleoso - perkusja (utwory 1 i 3). - Mike Smith - keyboard (utwór 3). - Jeff Wootton - gitara (utwór 3). - Jesse Hackett - keyboard (utwór 3). - Karl Vanden Bossche - perkusja (utwór 3). - Seye Adelekan - gitara basowa (utwór 3) | Gościnnie - Jelani Blackman - wokal (utwór 1) - Barrington Levy - wokal (utwór 1) - Jorja Smith - wokal wspierający (utwór 1) - Isabelle Dunn - wiolonczela (utwór 1) - Nina Foster - skrzypce (utwór 1) - Oli Langford - skrzypce (utwór 1) - Sarah Tuke - skrzypce (utwór 1) - AJ Tracey - wokal (utwór 2) - Alicaì Harley - wokal (utwór 3) - Ade Omotavo - wokal wspierający (utwór 3) - Angel Silvera - (utwór 2) - Matt Maijah - wokal wspierający (utwór 3) - Petra Luke - wokal wspierający (utwór 3) - Rebecca Freckleton - wokal wspierający (utwór 3) Gościnni technicy - Alicaì Harley - programowanie (utwór 3) - Dave Guerin - programowanie (utwór 3) - Matt Butcher - programowanie, miksowanie (utwór 3) |